# Desa Tlogosari (administrativ by i Indonesien, Jawa Tengah, lat -6,83, long 111,13)
Desa Tlogosari är en administrativ by i Indonesien.   Den ligger i provinsen Jawa Tengah, i den västra delen av landet, 500 km öster om huvudstaden Jakarta.